# Аліун Ндур
Аліун Ндур (фр. Alioune Ndour; нар. 3 березня 2001, Дакар, Сенегал) — сенегальський футболіст, нападник португальського клубу «Ештрела» (Амадора), який виступає в оренді за луганську «Зорю».

## Життєпис
Вихованець сенегальського клубу «Карак», у футболці якого й розпочав дорослу футбольну кар'єру. У 2019 році приєднався до чеського клубу «Вишков».
30 вересня 2019 року переїхав до Сполучених Штатів Америки, де виступав у складі «Лаудун Юнайтед» з Чемпіонату USL. 7 січня 2020 року «Лудун» оголосив, що Ндур повернеться до USL на сезон 2020.
21 жовтня 2020 року уклав 5-річну угоду з представником Прімейра-Ліги «Белененсеш САД».
2 вересня 2022 року відправився в оренду до французького клубу «Шатору» з Національного чемпіонату, розраховану на сезон 2022/23 років.
5 серпня 2023 року новачок Прімейра-Ліги «Ештрела» (Амадора), оголосила про ідписання 2-річного контракту з Аліуном. У лютому 2024 року Ештрела відправила Ндура в оренду до представника української Прем’єр-ліги «Зоря» (Луганськ) до завершення сезону 2023/24 років із можливістю викупу за суму близько 300 000 євро.

## Статистика виступів

### Клубна
Станом на 31 липня 2021 року.
| Сезон             | Команда            | Чемпіонат         | Чемпіонат | Чемпіонат | Нац. кубок | Нац. кубок | Нац. кубок | Конт. кубок | Конт. кубок | Конт. кубок | Інші кубки | Інші кубки | Інші кубки | Загалом | Загалом |
| Сезон             | Команда            | Змаг.             | Матчі     | Голи      | Змаг.      | Матчі      | Голи       | Змаг.       | Матчі       | Голи        | Змаг.      | Матчі      | Голи       | Матчі   | Голи    |
| ----------------- | ------------------ | ----------------- | --------- | --------- | ---------- | ---------- | ---------- | ----------- | ----------- | ----------- | ---------- | ---------- | ---------- | ------- | ------- |
| 2019              | «Лаудун Юнайтед»   | USL               | 4         | 5         | КубокСША   | 0          | 0          |             | -           | -           |            | -          | -          | 4       | 5       |
| 2020              | «Лаудун Юнайтед»   | USL               | 11        | 0         |            | -          | -          |             | -           | -           |            | -          | -          | 11      | 0       |
| 2020-2021         | «Белененсеш САД Б» | ЧП                | 1         | 0         |            | -          | -          |             | -           | -           |            | -          | -          | 1       | 0       |
| 2021-2022         | «Белененсеш САД»   | ПЛ                | 4         | 1         | КП+КПЛ     | 0+1        | 0          |             | -           | -           |            | -          | -          | 5       | 1       |
| Усього за кар'єру | Усього за кар'єру  | Усього за кар'єру | 20        | 6         |            | 1          | 0          |             | -           | -           |            | -          | -          | 21      | 6       |